# La Femme à la puce
La Femme à la puce est un tableau réalisé par le peintre lorrain Georges de La Tour vers 1632-1635. Cette huile sur toile représente une femme assise dans la lumière d'une bougie posée sur une chaise à côté d'elle, sa chemise entrouverte, alors qu'elle écrase une puce entre ses doigts. Achetée en 1955 par la Société d'histoire de la Lorraine et du Musée lorrain dont elle reste la propriété, cette œuvre est conservée au Musée lorrain, à Nancy, dont c'est l'un des chefs-d'œuvre. 
Pendant les travaux de rénovation du Musée lorrain, La Femme à la puce est visible au musée des Beaux-Arts de Nancy, place Stanislas.